# Нон
Нон (нім. Nohn) — громада в Німеччині, розташована в землі Рейнланд-Пфальц. Входить до складу району Вульканайфель. Складова частина об'єднання громад Гіллесгайм.
Площа — 11,07 км2. Населення становить 462 ос. (станом на 31 грудня 2020).

## Галерея

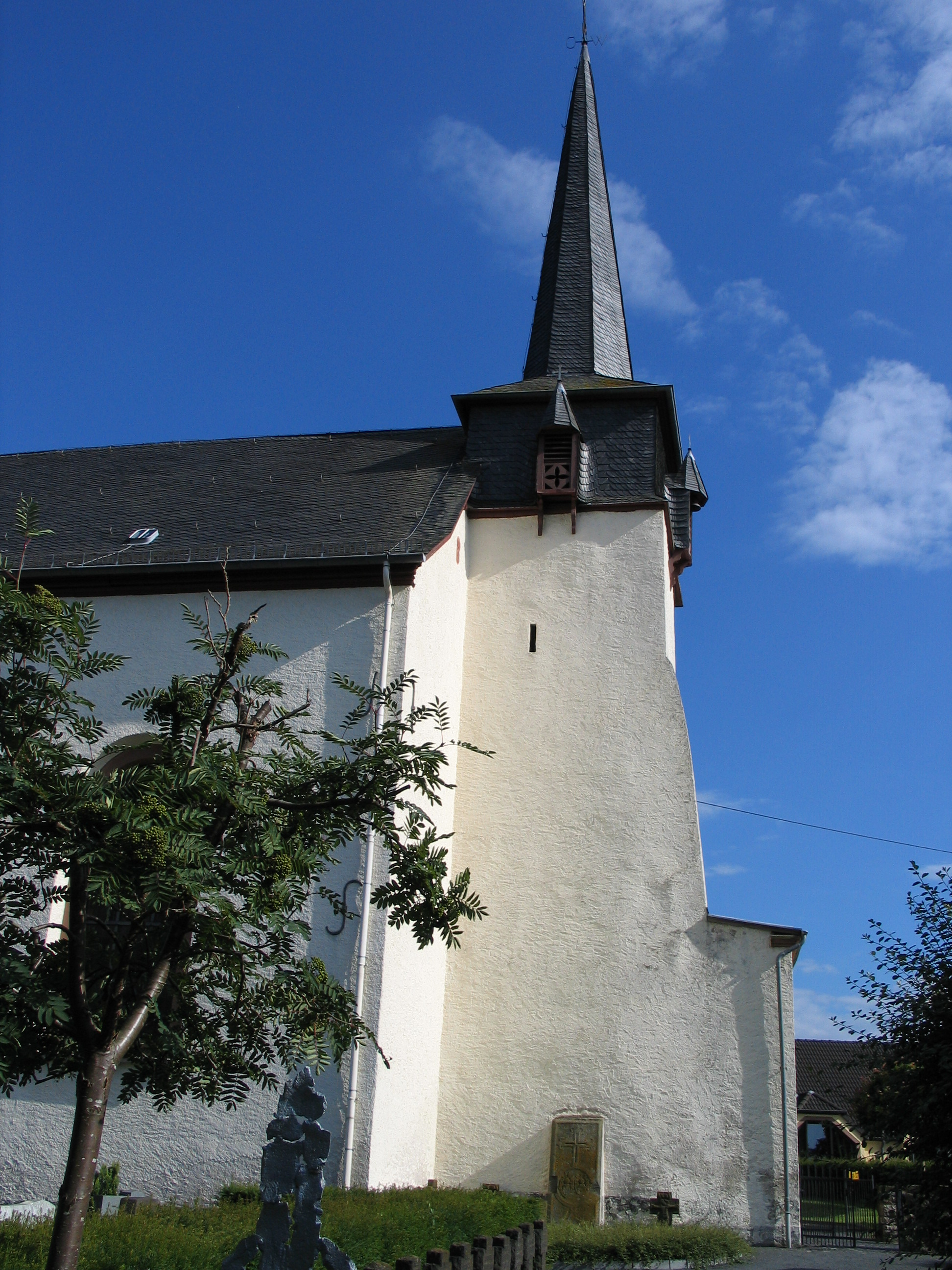
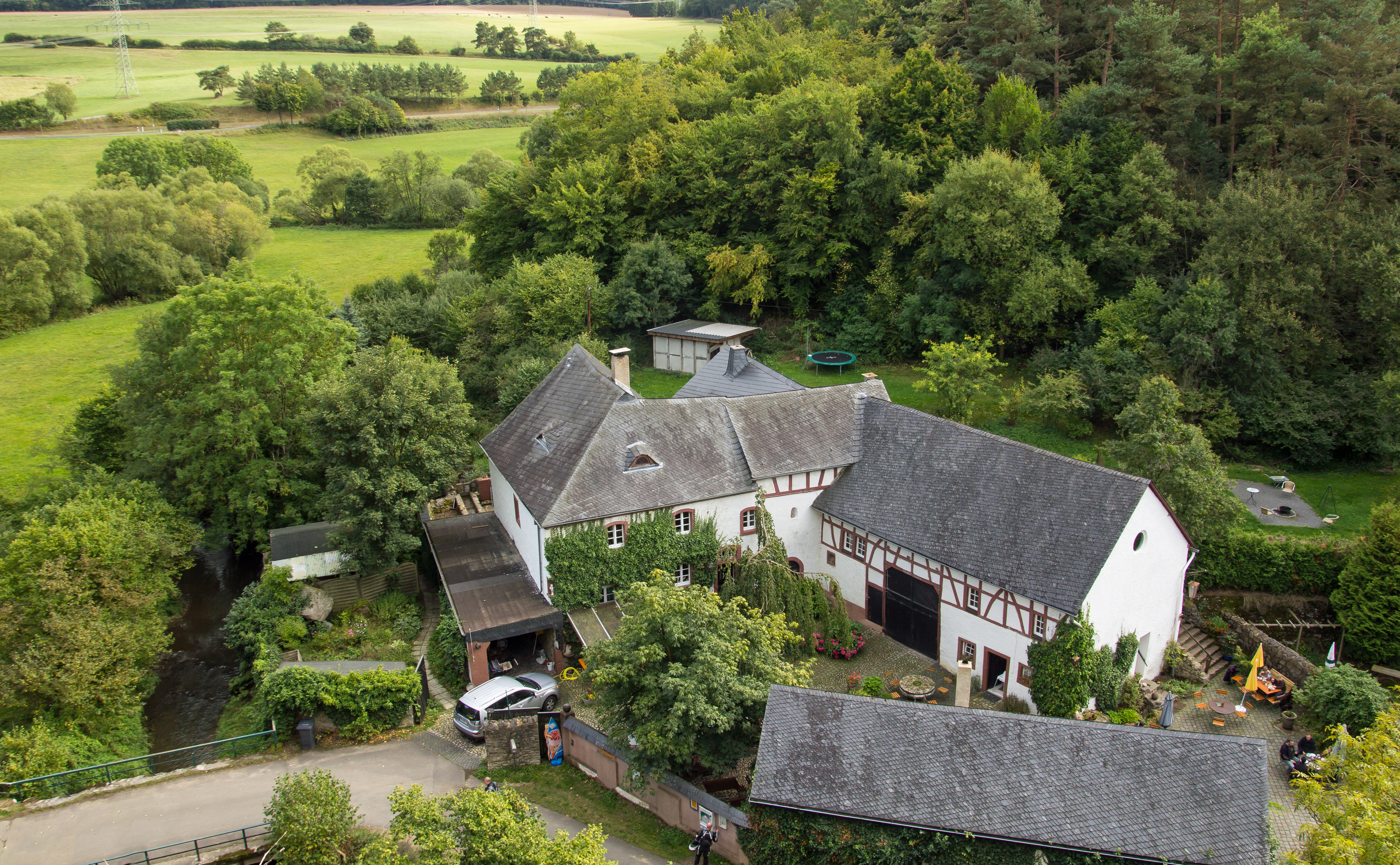
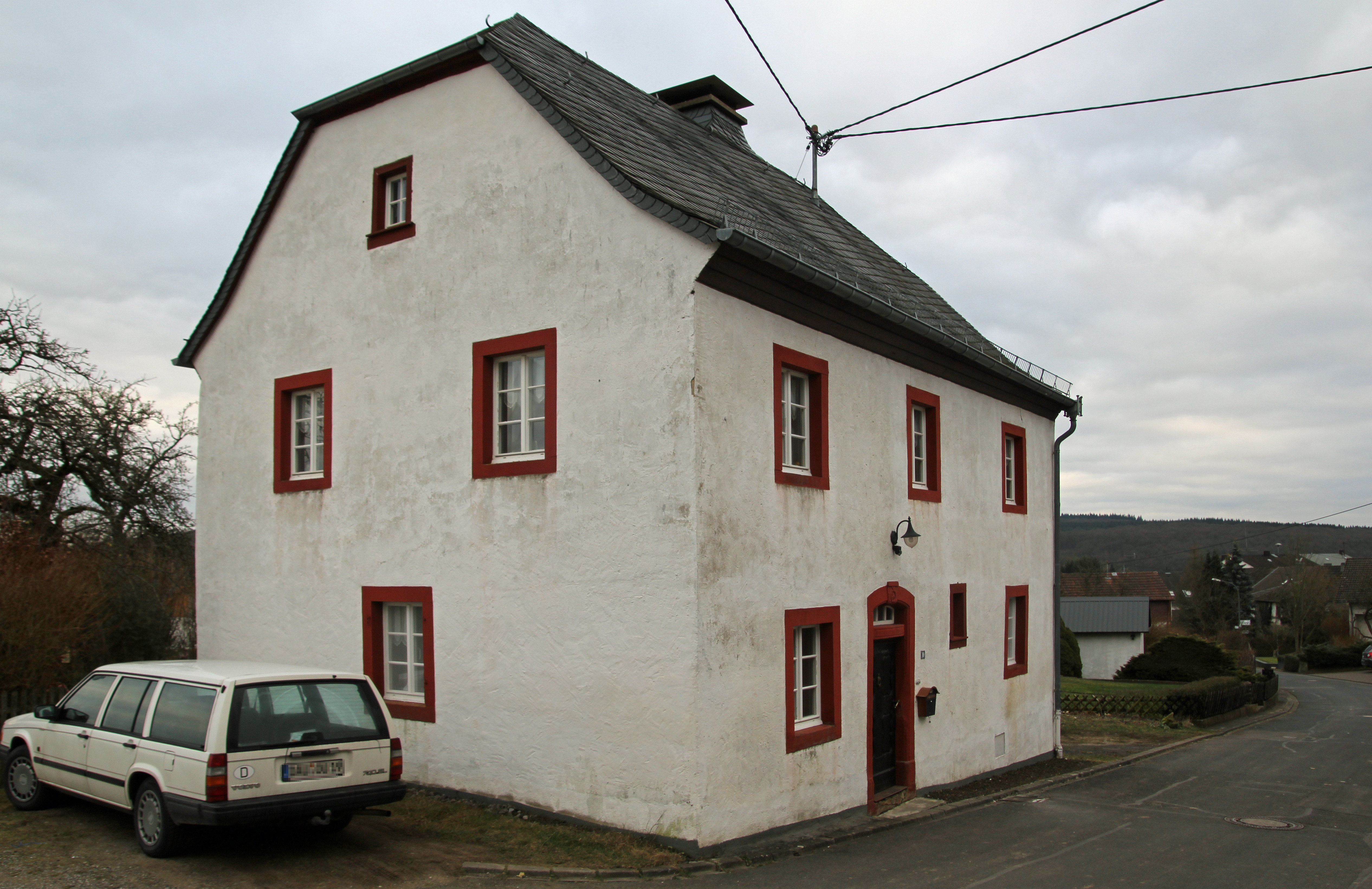
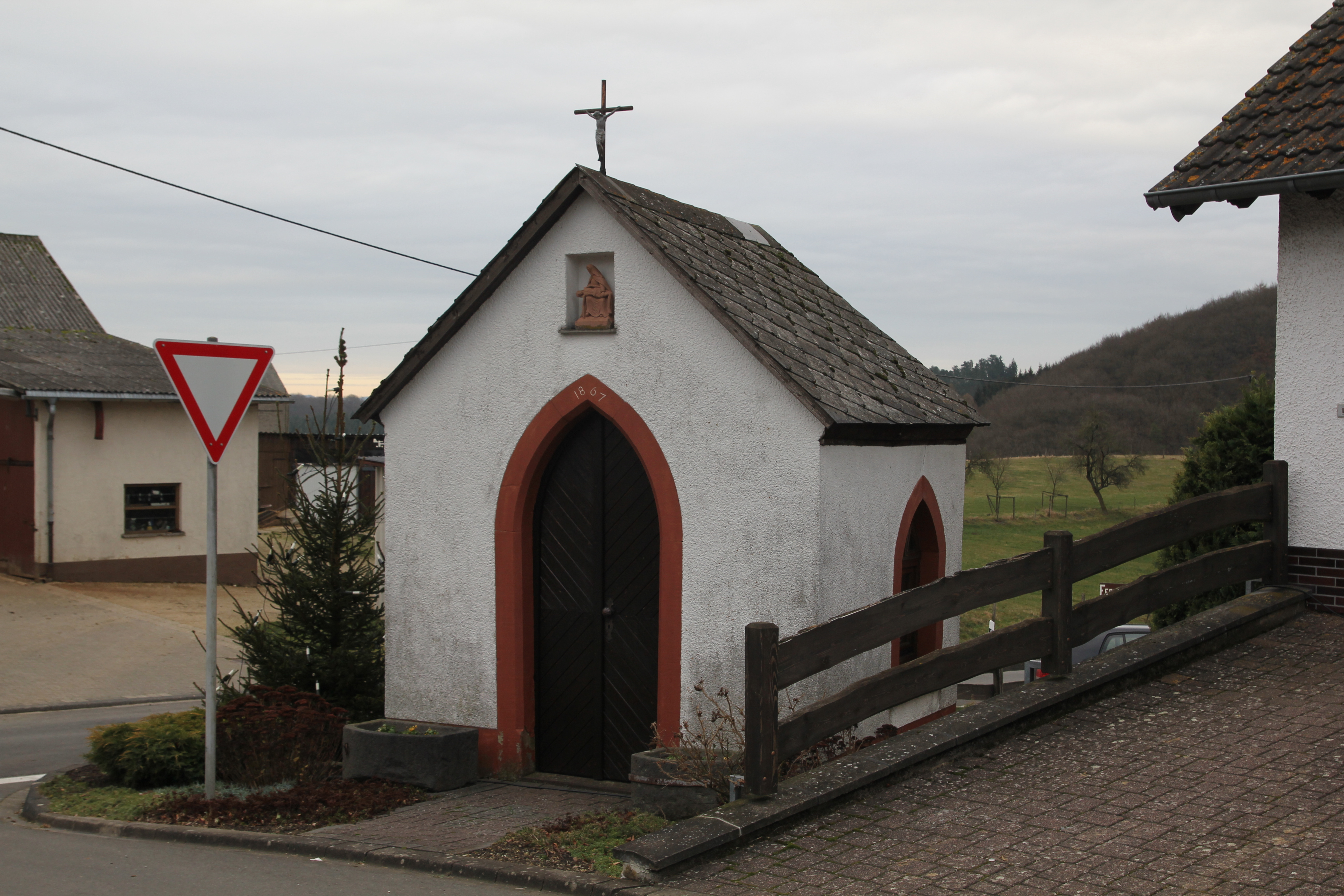